# トンプキンス・スクエア

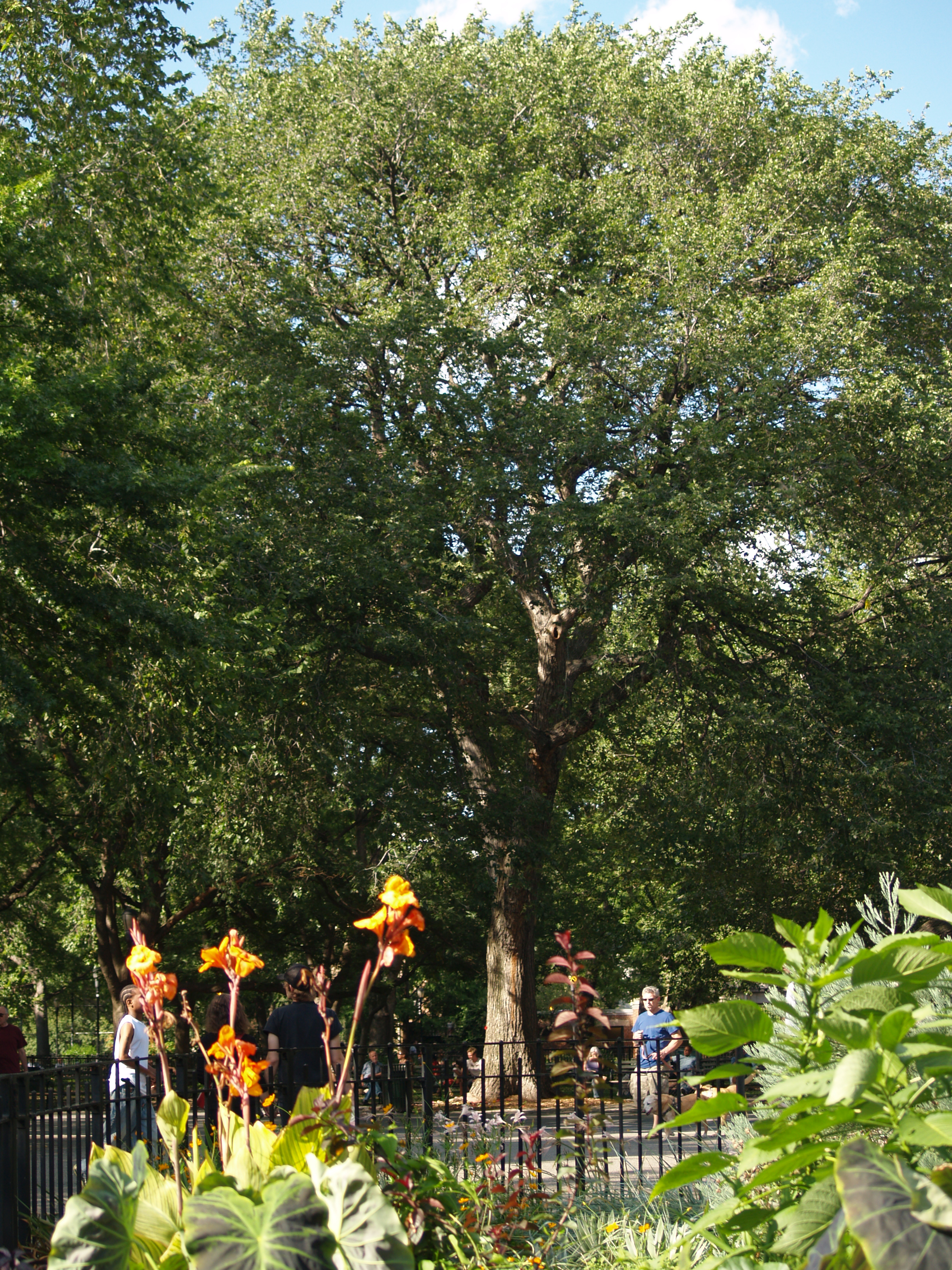
トンプキンス・スクエア・パーク

トンプキンス・スクエア（Tompkins Square）は、ニューヨーク市マンハッタン区イースト・ヴィレッジ（アルファベット・シティ）地区の中心に位置する公園である。この公園の北端は東10丁目、南端は東7丁目、西端はアベニューA、そして東端はアベニューBであり、面積は42,000 m2である。公園名はニューヨーク州知事、アメリカ合衆国副大統領であったダニエル・トンプキンズに由来する。

## 概要
イースト・ヴィレッジ地区においても、トンプキンス・スクエア公園の西端のアベニューA以東からイースト川に至る地域は「アルファベット・シティ」と呼ばれる。また、この公園はセント・マークス・プレイスの東端となっている。
かつて麻薬売買などの違法行為が行われていたことがある。また地元ホームレス達による暴動などにより、政府によって入園制限が行われたこともある。アルファベット・シティは市が運営する低所得者向けの住宅プロジェクトも多く、現在でも比較的治安が悪いとされる。しかし、ホームレスの立ち退きや夜間の公園の施錠などが行政により行われ、2000年代よりこの地区でも高級化現象が進んでおり、おしゃれな地区へと変化しつつある。
1995年公開の映画「ダイ・ハード3」に登場したことでも有名、映画に登場する象の噴水は撮影用のセットで撮影終了後に解体された。

## 歴史
トンプキンス・スクエア周辺はイースト川に近いことから、埋め立て以前はもともと塩沼と潮汐のある牧草地"スタイフェサント・メドウズ" (Stuyvesant meadows) であった。これは、同様の生態系としてはマンハッタン島の中でも最大のものであった。この土地は17世紀にピーター・ストイフェサントに封じられて以来、ストイフェサント一族が所有していたが、1829年にPeter Gerard Stuyvesant (1778—1847) が公共の場としてニューヨーク市へと寄付した。他の所有者たちへの補償のため、この湿地は埋め立てられ住宅地のために確保され、1834年にトンプキンス・スクエアがオープンした。このスクエアはフェンスで囲まれ、樹木が植えられ、富裕層の住宅地となる予定だったが、1837年恐慌のためにニューヨーク市の市街地の拡大が止まったことで、このスクエアは公園に転換されトンプキンス・スクエア・パークが1850年に開園した。